# Prochondracanthopsis quadricornutus
Prochondracanthopsis quadricornutus – gatunek widłonoga z rodziny Chondracanthidae; jedyny przedstawiciel rodzaju Prochondracanthopsis. Gatunek i rodzaj opisał w 1960 roku japoński zoolog Sueo M. Shiino.